# Eliminatoria para la Copa Africana de Naciones Sub-17 de 2025
La Eliminatoria para la Copa Africana de Naciones Sub-17 de 2025 es la competición que decidirá a los participantes para la siguiente Copa Africana de Naciones Sub-17 de 2025.
Los jugadores nacidos a partir del 1 de enero del 2008 en adelante son seleccionables para participar en el torneo. Se realizará en Marruecos.

## Equipos participantes
| - Argelia - Marruecos (H) (Q) - Egipto | - Túnez - Libia |

| - Liberia - Malí - Gambia - Guinea - Guinea-Bisáu | - Mauritania - Senegal (H) - Sierra Leona |

| - Benín - Burkina Faso - Costa de Marfil - Ghana | - Níger - Nigeria - Togo |

| - Camerún - Chad - Congo - Gabón | - Guinea Ecuatorial - República Centroafricana - República Democrática del Congo - Santo Tomé y Príncipe |

| - Etiopía (H) - Tanzania - Uganda - Sudán del Sur | - Burundi - Somalia - Kenia - Sudán |

| - Angola - Botsuana - Comoras - Suazilandia - Malaui - Zambia - Zimbabue | - Lesoto - Mauricio - Mozambique - Sudáfrica - Namibia |

Notas
- Los equipos en negrita se clasificaron para el torneo final.
- (H): Anfitriones del torneo de clasificación.
- (Q): Clasificado automáticamente para el torneo final, independiente de los resultados de la clasificación.

## Zona Norte

### Grupo A
| Equipo    | Pts | PJ | PG | PE | PP | GF | GC | Dif |
| --------- | --- | -- | -- | -- | -- | -- | -- | --- |
| Egipto    | 9   | 4  | 3  | 0  | 1  | 13 | 9  | +4  |
| Marruecos | 8   | 4  | 2  | 2  | 0  | 10 | 4  | +6  |
| Túnez     | 7   | 4  | 2  | 1  | 1  | 7  | 6  | +1  |
| Argelia   | 4   | 4  | 1  | 1  | 2  | 5  | 6  | -1  |
| Libia     | 0   | 4  | 0  | 0  | 4  | 4  | 14 | -14 |

| 11 de noviembre de 2024 | Argelia | 0:1 (0:1) | Túnez | Stade Père Jègo, Casablanca, Marruecos |             |
| 17:00 (UTC+1)           |         |           |       | Árbitro(s):                            | Árbitro(s): |

| 11 de noviembre de 2024 | Marruecos | 5:1 (1:0) | Egipto | Stade El Bachir, Mohammedia, Marruecos |             |
| 20:00 (UTC+1)           |           |           |        | Árbitro(s):                            | Árbitro(s): |

| 14 de noviembre de 2024 | Egipto | 2:1 (0:1) | Argelia | Stade Père Jègo, Casablanca, Marruecos |             |
| 17:00 (UTC+1)           |        |           |         | Árbitro(s):                            | Árbitro(s): |

| 14 de noviembre de 2024 | Túnez | 2:1 (1:0) | Libia | Stade El Bachir, Mohammedia, Marruecos |             |
| 20:00 (UTC+1)           |       |           |       | Árbitro(s):                            | Árbitro(s): |

| 17 de noviembre de 2024 | Marruecos | 2:2 (1:1) | Túnez | Stade Père Jègo, Casablanca, Marruecos |             |
| 17:00 (UTC+1)           |           |           |       | Árbitro(s):                            | Árbitro(s): |

| 17 de noviembre de 2024 | Libia | 2:3 (1:2) | Argelia | Stade El Bachir, Mohammedia, Marruecos |             |
| 20:00 (UTC+1)           |       |           |         | Árbitro(s):                            | Árbitro(s): |

| 20 de noviembre de 2024 | Túnez | 2:3 (2:1) | Egipto | Stade Père Jègo, Casablanca, Marruecos |             |
| 17:00 (UTC+1)           |       |           |        | Árbitro(s):                            | Árbitro(s): |

| 20 de noviembre de 2024 | Libia | 0:2 (0:1) | Marruecos | Stade El Bachir, Mohammedia, Marruecos |             |
| 20:00 (UTC+1)           |       |           |           | Árbitro(s):                            | Árbitro(s): |

| 23 de noviembre de 2024 | Argelia | 1:1 (1:0) | Marruecos | Stade El Bachir, Mohammedia, Marruecos |             |
| 18:00 (UTC+1)           |         |           |           | Árbitro(s):                            | Árbitro(s): |

| 23 de noviembre de 2024 | Egipto | 7:1 (2:0) | Libia | Stade Père Jègo, Casablanca, Marruecos |             |
| 20:00 (UTC+1)           |        |           |       | Árbitro(s):                            | Árbitro(s): |

## Zona Oeste A
El torneo clasificatorio de la Zona Oeste A inició el 22 de octubre de 2024. Los partidos se jugaron en Senegal.
Los 8 equipos participantes se dividieron en 2 grupos de 4, los 2 primeros clasificaron a semifinales.

### Grupo A
| Equipo  | Pts           | PJ            | PG            | PE            | PP            | GF            | GC            | Dif           |
| ------- | ------------- | ------------- | ------------- | ------------- | ------------- | ------------- | ------------- | ------------- |
| Senegal | 6             | 2             | 2             | 0             | 0             | 5             | 2             | +3            |
| Gambia  | 3             | 2             | 1             | 0             | 1             | 5             | 3             | +2            |
| Liberia | 0             | 2             | 0             | 0             | 2             | 1             | 6             | -5            |
| Guinea  | Descalificado | Descalificado | Descalificado | Descalificado | Descalificado | Descalificado | Descalificado | Descalificado |

| 22 de octubre de 2024 | Senegal | 2:1 (2:0) | Liberia | Estadio Lat-Dior, Thiès, Senegal |                  |
| 16:00 (UTC±0)         |         |           |         | Árbitro(s): [[]]                 | Árbitro(s): [[]] |

| 25 de octubre de 2024 | Gambia | 1:3 (1:2) | Senegal | Estadio Lat-Dior, Thiès, Senegal |                  |
| 16:00 (UTC±0)         |        |           |         | Árbitro(s): [[]]                 | Árbitro(s): [[]] |

| 28 de octubre de 2024 | Gambia | 4:0 (2:0) | Liberia | Estadio Lat-Dior, Thiès, Senegal |                  |
| 16:00 (UTC±0)         |        |           |         | Árbitro(s): [[]]                 | Árbitro(s): [[]] |

### Grupo B
| Equipo       | Pts | PJ | PG | PE | PP | GF | GC | Dif |
| ------------ | --- | -- | -- | -- | -- | -- | -- | --- |
| Malí         | 9   | 3  | 3  | 0  | 0  | 6  | 0  | +6  |
| Guinea-Bisáu | 4   | 3  | 1  | 1  | 1  | 1  | 1  | 0   |
| Sierra Leona | 3   | 3  | 1  | 0  | 2  | 1  | 2  | -1  |
| Mauritania   | 1   | 3  | 0  | 1  | 2  | 0  | 5  | +1  |

| 23 de noviembre de 2024 | Malí | 1:0 (1:0) | Sierra Leona | Estadio Lat-Dior, Thiès, Senegal |             |
| 15:00 (UTC+0)           |      |           |              | Árbitro(s):                      | Árbitro(s): |

| 23 de noviembre de 2024 | Mauritania | 0:0 | Guinea-Bisáu | Estadio Lat-Dior, Thiès, Senegal |             |
| 18:00 (UTC+0)           |            |     |              | Árbitro(s):                      | Árbitro(s): |

| 26 de noviembre de 2024 | Sierra Leona | 1:0 (1:0) | Mauritania | Estadio Lat-Dior, Thiès, Senegal |             |
| 15:00 (UTC+0)           |              |           |            | Árbitro(s):                      | Árbitro(s): |

| 26 de noviembre de 2024 | Guinea-Bisáu | 0:1 (0:0) | Malí | Estadio Lat-Dior, Thiès, Senegal |             |
| 18:00 (UTC+0)           |              |           |      | Árbitro(s):                      | Árbitro(s): |

| 29 de noviembre de 2024 | Malí | 4:0 (3:0) | Mauritania | Estadio Lat-Dior, Thiès, Senegal |             |
| 16:00 (UTC+0)           |      |           |            | Árbitro(s):                      | Árbitro(s): |

| 29 de noviembre de 2024 | Guinea-Bisáu | 1:0 (1:0) | Sierra Leona | Annexe Stade Me. Abdoulaye Wade, Diamniadio, Dakar, Senegal |             |
| 16:00 (UTC+0)           |              |           |              | Árbitro(s):                                                 | Árbitro(s): |

### Fase eliminatoria
|  | Semifinales  | Semifinales  | Semifinales |      |         | Final   | Final | Final |  |
|  |              |              |             |      |         |         |       |       |  |
|  |              |              |             |      |         |         |       |       |  |
|  | Senegal      | Senegal      | 0 (4)       |      |         |         |       |       |  |
|  | Senegal      | Senegal      | 0 (4)       |      |         |         |       |       |  |
|  | Guinea-Bisáu | Guinea-Bisáu | 0 (3)       |      |         |         |       |       |  |
|  | Guinea-Bisáu | Guinea-Bisáu | 0 (3)       |      | Senegal | Senegal | 3 (5) |       |  |
|  |              |              |             |      | Senegal | Senegal | 3 (5) |       |  |
|  |              |              | Malí        | Malí | 3 (4)   |         |       |       |  |
|  | Malí         | Malí         | Malí        | Malí | 3 (4)   | 2       |       |       |  |
|  | Malí         | Malí         |             |      |         | 2       |       |       |  |
|  | Gambia       | Gambia       | 0           |      |         |         |       |       |  |
|  | Gambia       | Gambia       | 0           |      |         |         |       |       |  |
|  |              |              |             |      |         |         |       |       |  |

#### Semifinales
| 1 de noviembre de 2024 | Senegal                  | 0:0 (4:3 p.)               | Guinea-Bisáu             | Estadio Lat-Dior, Thiès, Senegal |             |
| 15:00 (UTC±0)          |                          |                            |                          | Árbitro(s):                      | Árbitro(s): |
|                        |                          | Tiros desde el punto penal |                          |                                  |             |
|                        | [[]] [[]] [[]] [[]] [[]] |                            | [[]] [[]] [[]] [[]] [[]] |                                  |             |

| 1 de noviembre de 2024 | Malí | 3:2 (1:1) | Gambia | Estadio Lat-Dior, Thiès, Senegal |             |
| 18:00 (UTC±0)          |      |           |        | Árbitro(s):                      | Árbitro(s): |

#### Tercer lugar
| 4 de noviembre de 2024 | Guinea-Bisáu                                      | 0:0 (5:6 p.)               | Gambia                                            | Annexe Stade Me. Abdoulaye Wade, Diamniadio, Dakar, Senegal |             |
| 15:00 (UTC±0)          |                                                   |                            |                                                   | Árbitro(s):                                                 | Árbitro(s): |
|                        |                                                   | Tiros desde el punto penal |                                                   |                                                             |             |
|                        | [[]] [[]] [[]] [[]] [[]] [[]] [[]] [[]] [[]] [[]] |                            | [[]] [[]] [[]] [[]] [[]] [[]] [[]] [[]] [[]] [[]] |                                                             |             |

#### Final
| 4 de noviembre de 2024 | Senegal                  | 3:3 (0:2) (5:4 p.)         | Malí                     | Annexe Stade Me. Abdoulaye Wade, Diamniadio, Dakar, Senegal |             |
| 18:00 (UTC±0)          |                          |                            |                          | Árbitro(s):                                                 | Árbitro(s): |
|                        |                          | Tiros desde el punto penal |                          |                                                             |             |
|                        | [[]] [[]] [[]] [[]] [[]] |                            | [[]] [[]] [[]] [[]] [[]] |                                                             |             |

## Zona Oeste B
El torneo clasificatorio de la Zona Oeste B inició el 15 de mayo de 2024. Los partidos se jugaron en Ghana. Los 7 equipos participantes se dividieron en 2 grupos, 1 de 4 y el otro de 3, los 2 primeros clasificaron a semifinales.

### Grupo A
| Equipo          | Pts | PJ | PG | PE | PP | GF | GC | Dif |
| --------------- | --- | -- | -- | -- | -- | -- | -- | --- |
| Ghana           | 6   | 2  | 2  | 0  | 0  | 7  | 1  | +6  |
| Costa de Marfil | 3   | 2  | 1  | 0  | 1  | 2  | 5  | -3  |
| Benín           | 0   | 2  | 0  | 0  | 2  | 0  | 3  | -3  |

| 15 de mayo de 2024 | Ghana | 5:1 (2:0) | Costa de Marfil | Legon Sports Stadium, Accra, Ghana |             |
| 15:00 (UTC±0)      |       |           |                 | Árbitro(s):                        | Árbitro(s): |

| 18 de mayo de 2024 | Costa de Marfil | 1:0 (0:0) | Benín | Legon Sports Stadium, Accra, Ghana |                           |
| 15:00 (UTC±0)      |                 |           |       | Árbitro(s): Salisu Basher          | Árbitro(s): Salisu Basher |

| 21 de mayo de 2024 | Benín | 0:2 (0:2) | Ghana | Legon Sports Stadium, Accra, Ghana |                                |
| 16:00 (UTC±0)      |       |           |       | Árbitro(s): Sadou Ali Brahamou     | Árbitro(s): Sadou Ali Brahamou |

### Grupo B
| Equipo       | Pts | PJ | PG | PE | PP | GF | GC | Dif |
| ------------ | --- | -- | -- | -- | -- | -- | -- | --- |
| Nigeria      | 7   | 3  | 2  | 1  | 0  | 4  | 0  | +4  |
| Burkina Faso | 7   | 3  | 2  | 1  | 0  | 3  | 0  | +3  |
| Níger        | 3   | 3  | 1  | 0  | 2  | 3  | 4  | -1  |
| Togo         | 0   | 3  | 0  | 0  | 3  | 2  | 8  | -6  |

| 16 de mayo de 2024 | Burkina Faso | 0:0 | Nigeria | Legon Sports Stadium, Accra, Ghana |             |
| 15:00 (UTC±0)      |              |     |         | Árbitro(s):                        | Árbitro(s): |

| 16 de mayo de 2024 | Togo | 2:3 (0:1) | Níger | Legon Sports Stadium, Accra, Ghana |             |
| 18:00 (UTC±0)      |      |           |       | Árbitro(s):                        | Árbitro(s): |

| 19 de mayo de 2024 | Togo | 0:2 (0:0) | Burkina Faso | Legon Sports Stadium, Accra, Ghana |             |
| 15:00 (UTC±0)      |      |           |              | Árbitro(s):                        | Árbitro(s): |

| 19 de mayo de 2024 | Nigeria | 1:0 (1:0) | Níger | Legon Sports Stadium, Accra, Ghana |             |
| 18:00 (UTC±0)      |         |           |       | Árbitro(s):                        | Árbitro(s): |

| 23 de mayo de 2024 | Níger | 0:1 (0:1) | Burkina Faso | Legon Sports Stadium, Accra, Ghana |             |
| 15:00 (UTC±0)      |       |           |              | Árbitro(s):                        | Árbitro(s): |

| 23 de mayo de 2024 | Nigeria | 3:0 (2:0) | Togo | Legon Sports Stadium, Accra, Ghana |             |
| 18:00 (UTC±0)      |         |           |      | Árbitro(s):                        | Árbitro(s): |

### Fase eliminatoria
|  | Semifinales                       | Semifinales     |                                   |   | Final | Final |
|  |                                   |                 |                                   |   |       |       |
|  | 25 de mayo - Legon Sports Stadium |                 |                                   |   |       |       |
|  |                                   |                 |                                   |   |       |       |
|  | Ghana                             | 1               |                                   |   |       |       |
|  | Ghana                             | 1               | 28 de Mayo - Legon Sports Stadium |   |       |       |
|  | Burkina Faso                      | 2               |                                   |   |       |       |
|  | Burkina Faso                      | 2               | Burkina Faso                      | 3 |       |       |
|  | 25 de mayo - Legon Sports Stadium |                 | Burkina Faso                      | 3 |       |       |
|  |                                   | Costa de Marfil | 1                                 |   |       |       |
|  | Nigeria                           | Costa de Marfil | 1                                 | 0 |       |       |
|  | Nigeria                           |                 |                                   | 0 |       |       |
|  | Costa de Marfil                   | 1               |                                   |   |       |       |
|  | Costa de Marfil                   | 1               | Partido por el tercer puesto      |   |       |       |
|  |                                   |                 |                                   |   |       |       |
|  | 28 de mayo - Legon Sports Stadium |                 |                                   |   |       |       |
|  |                                   |                 |                                   |   |       |       |
|  | Ghana                             | 2               |                                   |   |       |       |
|  | Ghana                             | 2               |                                   |   |       |       |
|  | Nigeria                           | 3               |                                   |   |       |       |

#### Semifinales
| 25 de mayo de 2024 | Ghana | 1:2 (1:1) | Burkina Faso | Legon Sports Stadium, Accra, Ghana |                                |
| 15:00 (UTC±0)      |       |           |              | Árbitro(s): Sadou Ali Brahamou     | Árbitro(s): Sadou Ali Brahamou |

| 25 de mayo de 2024 | Nigeria | 0:1 (0:0) | Costa de Marfil | Legon Sports Stadium, Accra, Ghana |                            |
| 18:30 (UTC±0)      |         |           |                 | Árbitro(s): Aklessso Gnama         | Árbitro(s): Aklessso Gnama |

#### Tercer lugar
| 28 de mayo de 2024 | Ghana | 2:3 (2:2) | Nigeria | Leton Sports Stadium, Accra, Ghana |                                   |
| 16:00 (UTC±0)      |       |           |         | Árbitro(s): Hugues Modeste Kokora  | Árbitro(s): Hugues Modeste Kokora |

#### Final
| 28 de mayo de 2024 | Burkina Faso         | 3:1 (1:1)           | Nigeria         | Legon Sports Stadium, Accra, Ghana |                            |
| 19:00 (UTC±0)      | - Adbullahi 22', 48' | CAF Reporte Reporte | - 42' Ouédraogo | Árbitro(s): Salisu Basheer         | Árbitro(s): Salisu Basheer |

## Zona Centro
La eliminatoria en la Zona Centro se realizará en Camerún del 16 al 22 de febrero. Solo participarán 4 selecciones y el sorteo se realizó el 6 de febrero de 2025, los 2 primeros clasificarán al torneo. Originalmente Congo también iba a participar pero fue descalificado por la intromisión del gobierno en las operaciones de la Federación Congoleña. La CAF anunció su salida oficialmente el 16 de febrero.

### Grupo único
| Equipo                          | Pts | PJ | PG | PE | PP | GF | GC | Dif |
| ------------------------------- | --- | -- | -- | -- | -- | -- | -- | --- |
| Camerún (H)                     | 9   | 3  | 3  | 0  | 0  | 22 | 1  | +21 |
| República Centroafricana        | 6   | 3  | 2  | 0  | 1  | 4  | 11 | -7  |
| República Democrática del Congo | 3   | 3  | 1  | 0  | 2  | 5  | 10 | -5  |
| Gabón                           | 0   | 3  | 0  | 0  | 3  | 2  | 11 | -9  |

| 16 de febrero de 2025 | Camerún | 9:0     | República Centroafricana | Estadio de la Reunificación, Douala, Camerún |             |
| 13:00                 |         | Reporte |                          | Árbitro(s):                                  | Árbitro(s): |

| 16 de febrero de 2025 | República Democrática del Congo | 3:1     | Gabón | Estadio de la Reunificación, Douala, Camerún |             |
| 16:00                 |                                 | Reporte |       | Árbitro(s):                                  | Árbitro(s): |

| 19 de febrero de 2025 | Gabón | 1:7     | Camerún | Estadio de la Reunificación, Douala, Camerún |             |
| 13:00                 |       | Reporte |         | Árbitro(s):                                  | Árbitro(s): |

| 19 de febrero de 2025 | República Centroafricana | 3:2     | República Democrática del Congo | Estadio de la Reunificación, Douala, Camerún |             |
| 16:00                 |                          | Reporte |                                 | Árbitro(s):                                  | Árbitro(s): |

| 22 de febrero de 2025 | República Centroafricana | 1:0     | Gabón | Estadio de la Reunificación, Douala, Camerún |             |
| 13:00                 |                          | Reporte |       | Árbitro(s):                                  | Árbitro(s): |

| 22 de febrero de 2025 | Camerún | 6:0     | República Democrática del Congo | Estadio de la Reunificación, Douala, Camerún |             |
| 16:00                 |         | Reporte |                                 | Árbitro(s):                                  | Árbitro(s): |

## Zona Centro-Este
El torneo clasificatorio de la Zona Centro-Este inició el 15 de diciembre de 2024. Los partidos se jugaron en Uganda. Los 6 equipos participantes se dividieron en 2 grupos de 3 equipos cada 1, los 2 primeros clasificaron a semifinales.

### Grupo A
| Equipo   | Pts | PJ | PG | PE | PP | GF | GC | Dif |
| -------- | --- | -- | -- | -- | -- | -- | -- | --- |
| Uganda   | 4   | 2  | 1  | 1  | 0  | 6  | 1  | +5  |
| Tanzania | 4   | 2  | 1  | 1  | 0  | 2  | 1  | +1  |
| Kenia    | 0   | 2  | 0  | 0  | 2  | 0  | 6  | -6  |

| 15 de diciembre de 2024 | Uganda | 1:1 (0:1) | Tanzania | Nakivubo Hamz Stadium, Kampala, Uganda |             |
| 16:00 (UTC±3)           |        |           |          | Árbitro(s):                            | Árbitro(s): |

| 18 de diciembre de 2024 | Tanzania | 1:0 (1:0) | Kenia | Nakivubo Hamz Stadium, Kampala, Uganda |             |
| 13:00 (UTC±3)           |          |           |       | Árbitro(s):                            | Árbitro(s): |

| 21 de diciembre de 2024 | Uganda | 5:0 (3:0) | Kenia | Nakivubo Hamz Stadium, Kampala, Uganda |             |
| 16:00 (UTC±3)           |        |           |       | Árbitro(s):                            | Árbitro(s): |

### Grupo B
| Equipo        | Pts | PJ | PG | PE | PP | GF | GC | Dif |
| ------------- | --- | -- | -- | -- | -- | -- | -- | --- |
| Sudán del Sur | 6   | 2  | 2  | 0  | 0  | 4  | 0  | +4  |
| Somalia       | 3   | 2  | 1  | 0  | 1  | 1  | 3  | -2  |
| Sudán         | 0   | 2  | 0  | 0  | 2  | 0  | 2  | -2  |

| 15 de diciembre de 2024 | Somalia | 0:3 (0:2) | Sudán del Sur | Nakivubo Hamz Stadium, Kampala, Uganda |             |
| 13:00 (UTC±3)           |         |           |               | Árbitro(s):                            | Árbitro(s): |

| 18 de diciembre de 2024 | Sudán del Sur | 1:0 (1:0) | Sudán | Nakivubo Hamz Stadium, Kampala, Uganda |             |
| 16:00 (UTC±3)           |               |           |       | Árbitro(s):                            | Árbitro(s): |

| 21 de diciembre de 2024 | Somalia | 1:0 (0:0) | Sudán | Nakivubo Hamz Stadium, Kampala, Uganda |             |
| 13:00 (UTC±3)           |         |           |       | Árbitro(s):                            | Árbitro(s): |

### Fase eliminatoria
|  | Semifinales                             | Semifinales |                                         |   | Final | Final |
|  |                                         |             |                                         |   |       |       |
|  | 24 de diciembre - Nakivubo Hamz Stadium |             |                                         |   |       |       |
|  |                                         |             |                                         |   |       |       |
|  | Sudán del Sur                           | 0           |                                         |   |       |       |
|  | Sudán del Sur                           | 0           | 27 de diciembre - Nakivubo Hamz Stadium |   |       |       |
|  | Tanzania                                | 4           |                                         |   |       |       |
|  | Tanzania                                | 4           | Tanzania                                | 1 |       |       |
|  | 24 de diciembre - Nakivubo Hamz Stadium |             | Tanzania                                | 1 |       |       |
|  |                                         | Uganda      | 2                                       |   |       |       |
|  | Uganda                                  | Uganda      | 2                                       | 4 |       |       |
|  | Uganda                                  |             |                                         | 4 |       |       |
|  | Somalia                                 | 1           |                                         |   |       |       |
|  | Somalia                                 | 1           | Partido por el tercer puesto            |   |       |       |
|  |                                         |             |                                         |   |       |       |
|  | 27 de diciembre - Nakivubo Hamz Stadium |             |                                         |   |       |       |
|  |                                         |             |                                         |   |       |       |
|  | Sudán del Sur                           | 2(2)        |                                         |   |       |       |
|  | Sudán del Sur                           | 2(2)        |                                         |   |       |       |
|  | Somalia                                 | 2(4)        |                                         |   |       |       |

#### Semifinales
| 24 de diciembre de 2024 | Sudán del Sur | 0:4 (0:3) | Tanzania | Nakivubo Hamz Stadium, Kampala, Uganda |             |
| 13:00 (UTC±3)           |               |           |          | Árbitro(s):                            | Árbitro(s): |

| 24 de diciembre de 2024 | Uganda | 4:1 (1:0) | Somalia | Nakivubo Hamz Stadium, Kampala, Uganda |                            |
| 16:30 (UTC±3)           |        |           |         | Árbitro(s): Aklessso Gnama             | Árbitro(s): Aklessso Gnama |

#### Tercer lugar
| 27 de diciembre de 2024 | Sudán del Sur       | 2:2 (2:1) (2:4 p.)         | Somalia             | Nakivubo Hamz Stadium, Kampala, Uganda |  |
| 12:30 (UTC±3)           |                     |                            |                     |                                        |  |
|                         |                     | Tiros desde el punto penal |                     |                                        |  |
|                         | [[]] [[]] [[]] [[]] |                            | [[]] [[]] [[]] [[]] |                                        |  |

#### Final
| 27 de diciembre de 2024 | Tanzania | 1:2 (1:0) | Uganda | Nakivubo Hamz Stadium, Kampala, Uganda |                            |
| 15:30 (UTC±3)           |          |           |        | Árbitro(s): Salisu Basheer             | Árbitro(s): Salisu Basheer |

## Zona Sur
El torneo clasificatorio de la Zona Sur inició el 5 de diciembre de 2024. Los partidos se jugaron en Sudáfrica. Los 12 equipos participantes se dividieron en 3 grupos de 4 equipos cada 1, los primeros de cada grupo y el mejor segundo clasificaron a las semifinales.

### Grupo A
| Equipo     | Pts | PJ | PG | PE | PP | GF | GC | Dif |
| ---------- | --- | -- | -- | -- | -- | -- | -- | --- |
| Angola     | 7   | 3  | 2  | 1  | 0  | 4  | 2  | +2  |
| Mozambique | 4   | 3  | 1  | 1  | 1  | 2  | 2  | 0   |
| Lesoto     | 3   | 3  | 1  | 0  | 2  | 4  | 5  | -1  |
| Malaui     | 2   | 3  | 0  | 2  | 1  | 4  | 5  | -1  |

| 4 de diciembre de 2024 | Lesoto | 1:2 (0:1) | Angola | UJ AW Muller Stadium, Johannesburgo, Sudáfrica |             |
| 12:00 (UTC±2)          |        |           |        | Árbitro(s):                                    | Árbitro(s): |

| 4 de diciembre de 2024 | Mozambique | 1:1 (1:0) | Malaui | UJ AW Muller Stadium, Johannesburgo, Sudáfrica |             |
| 15:00 (UTC±2)          |            |           |        | Árbitro(s):                                    | Árbitro(s): |

| 6 de diciembre de 2024 | Malaui | 1:1 (0:0) | Angola | UJ AW Muller Stadium, Johannesburgo, Sudáfrica |             |
| 12:00 (UTC±2)          |        |           |        | Árbitro(s):                                    | Árbitro(s): |

| 6 de diciembre de 2024 | Mozambique | 1:0 (0:0) | Lesoto | UJ AW Muller Stadium, Johannesburgo, Sudáfrica |             |
| 15:00 (UTC±2)          |            |           |        | Árbitro(s):                                    | Árbitro(s): |

| 8 de diciembre de 2024 | Malaui | 2:3 (1:2) | Lesoto | UJ Soweto Stadium, Johannesburgo, Sudáfrica |             |
| 15:00 (UTC±2)          |        |           |        | Árbitro(s):                                 | Árbitro(s): |

| 8 de diciembre de 2024 | Mozambique | 0:1 (0:0) | Angola | UJ AW Muller Stadium, Johannesburgo, Sudáfrica |             |
| 15:00 (UTC±2)          |            |           |        | Árbitro(s):                                    | Árbitro(s): |

### Grupo B
| Equipo      | Pts | PJ | PG | PE | PP | GF | GC | Dif |
| ----------- | --- | -- | -- | -- | -- | -- | -- | --- |
| Zambia      | 9   | 3  | 3  | 0  | 0  | 14 | 1  | +13 |
| Zimbabue    | 4   | 3  | 1  | 1  | 1  | 10 | 10 | 0   |
| Namibia     | 4   | 3  | 1  | 1  | 1  | 6  | 13 | -7  |
| Suazilandia | 0   | 3  | 0  | 0  | 3  | 2  | 8  | -6  |

| 5 de diciembre de 2024 | Zimbabue | 5:1 (4:0) | Suazilandia | UJ Soweto Stadium, Johannesburgo, Sudáfrica |             |
| 12:00 (UTC±2)          |          |           |             | Árbitro(s):                                 | Árbitro(s): |

| 4 de diciembre de 2024 | Zambia | 8:0 (3:0) | Namibia | UJ Soweto Stadium, Johannesburgo, Sudáfrica |             |
| 15:00 (UTC±2)          |        |           |         | Árbitro(s):                                 | Árbitro(s): |

| 7 de diciembre de 2024 | Namibia | 2:1 (1:0) | Suazilandia | UJ Soweto Stadium, Johannesburgo, Sudáfrica |             |
| 12:00 (UTC±2)          |         |           |             | Árbitro(s):                                 | Árbitro(s): |

| 7 de diciembre de 2024 | Zambia | 5:1 (1:1) | Zimbabue | UJ AW Muller Stadium, Johannesburgo, Sudáfrica |             |
| 15:00 (UTC±2)          |        |           |          | Árbitro(s):                                    | Árbitro(s): |

| 9 de diciembre de 2024 | Namibia | 4:4 (1:2) | Zimbabue | UJ Soweto Stadium, Johannesburgo, Sudáfrica |             |
| 12:00 (UTC±2)          |         |           |          | Árbitro(s):                                 | Árbitro(s): |

| 9 de diciembre de 2024 | Zambia | 1:0 (1:0) | Suazilandia | UJ AW Muller Stadium, Johannesburgo, Sudáfrica |             |
| 12:00 (UTC±2)          |        |           |             | Árbitro(s):                                    | Árbitro(s): |

### Grupo C
| Equipo    | Pts | PJ | PG | PE | PP | GF | GC | Dif |
| --------- | --- | -- | -- | -- | -- | -- | -- | --- |
| Sudáfrica | 9   | 3  | 3  | 0  | 0  | 10 | 2  | +8  |
| Botsuana  | 4   | 3  | 1  | 1  | 1  | 3  | 5  | -2  |
| Comoras   | 2   | 3  | 0  | 2  | 1  | 1  | 4  | -3  |
| Mauricio  | 1   | 3  | 0  | 1  | 2  | 2  | 5  | -3  |

| 5 de diciembre de 2024 | Comoras | 0:0 | Mauricio | UJ AW Muller Stadium, Johannesburgo, Sudáfrica |             |
| 12:00 (UTC±2)          |         |     |          | Árbitro(s):                                    | Árbitro(s): |

| 5 de diciembre de 2024 | Sudáfrica | 4:0 (2:0) | Botsuana | UJ AW Muller Stadium, Johannesburgo, Sudáfrica |             |
| 15:00 (UTC±2)          |           |           |          | Árbitro(s):                                    | Árbitro(s): |

| 7 de diciembre de 2024 | Botsuana | 2:0 (1:0) | Mauricio | UJ AW Muller Stadium, Johannesburgo, Sudáfrica |             |
| 12:00 (UTC±2)          |          |           |          | Árbitro(s):                                    | Árbitro(s): |

| 7 de diciembre de 2024 | Sudáfrica | 3:0 (1:0) | Comoras | UJ AW Muller Stadium, Johannesburgo, Sudáfrica |             |
| 15:00 (UTC±2)          |           |           |         | Árbitro(s):                                    | Árbitro(s): |

| 9 de diciembre de 2024 | Botsuana | 1:1 (0:0) | Comoras | UJ Soweto Stadium, Johannesburgo, Sudáfrica |             |
| 15:00 (UTC±2)          |          |           |         | Árbitro(s):                                 | Árbitro(s): |

| 9 de diciembre de 2024 | Sudáfrica | 3:2 (3:0) | Mauricio | UJ AW Muller Stadium, Johannesburgo, Sudáfrica |             |
| 15:00 (UTC±2)          |           |           |          | Árbitro(s):                                    | Árbitro(s): |

### Fase eliminatoria
|  | Semifinales | Semifinales | Semifinales |        |        | Final  | Final | Final |  |
|  |             |             |             |        |        |        |       |       |  |
|  |             |             |             |        |        |        |       |       |  |
|  | Angola      | Angola      | 2           |        |        |        |       |       |  |
|  | Angola      | Angola      | 2           |        |        |        |       |       |  |
|  | Zimbabue    | Zimbabue    | 0           |        |        |        |       |       |  |
|  | Zimbabue    | Zimbabue    | 0           |        | Angola | Angola | 1     |       |  |
|  |             |             |             |        | Angola | Angola | 1     |       |  |
|  |             |             | Zambia      | Zambia | 2      |        |       |       |  |
|  | Zambia      | Zambia      | Zambia      | Zambia | 2      | 2      |       |       |  |
|  | Zambia      | Zambia      |             |        |        | 2      |       |       |  |
|  | Sudáfrica   | Sudáfrica   | 1           |        |        |        |       |       |  |
|  | Sudáfrica   | Sudáfrica   | 1           |        |        |        |       |       |  |
|  |             |             |             |        |        |        |       |       |  |

#### Semifinales
| 11 de diciembre de 2024 | Angola | 2:0 (1:0) | Zimbabue | UJ Soweto Stadium, Johannesburgo, Sudáfrica |             |
| 12:00 (UTC±2)           |        |           |          | Árbitro(s):                                 | Árbitro(s): |

| 11 de diciembre de 2024 | Zambia | 2:1 (1:1) | Sudáfrica | UJ Soweto Stadium, Johannesburgo, Sudáfrica |             |
| 15:00 (UTC±2)           |        |           |           | Árbitro(s):                                 | Árbitro(s): |

#### Final
| 13 de diciembre de 2024 | Angola | 1:2 (1:1) | Zambia | UJ Soweto Stadium, Johannesburgo, Sudáfrica |             |
| 15:00 (UTC±2)           |        |           |        | Árbitro(s):                                 | Árbitro(s): |